# Mount Judge Howay
Mount Judge Howay är ett berg i Kanada.   Det ligger i provinsen British Columbia, i den södra delen av landet, 3 500 km väster om huvudstaden Ottawa. Toppen på Mount Judge Howay är 2 262 meter över havet.
Terrängen runt Mount Judge Howay är huvudsakligen bergig. Mount Judge Howay är den högsta punkten i trakten. Runt Mount Judge Howay är det mycket glesbefolkat, med 2 invånare per kvadratkilometer.. Det finns inga samhällen i närheten. 
I omgivningarna runt Mount Judge Howay växer i huvudsak barrskog.